# Emiliano Dionisio Rodrigues
Emiliano Dionisio (Castelo, Setúbal, 26 de Janeiro de 1946) é um antigo ciclista profissional português. Foi profissional entre 1965 e 1975, período durante o qual venceu  inúmeras provas a nivel nacional incluindo 11  etapas da Volta a Portugal.

## Palmarés
1966
1º Lugar no Lisboa-Porto, Portugal
1967
Venceu 4 etapas da Volta a Portugal, Portugal
1º Lugar na Classificação por Pontos da Volta a Portugal, Portugal
1968
Venceu 1 etapas da Volta a Portugal, Portugal
1969
Venceu 3 etapas da Volta a Portugal, Portugal
Venceu 1 etapa do GP Riopele
1970
Venceu 3 etapas da Volta a Portugal Portugal
Venceu 1 etapa do GP Philips
1971
Venceu 2 etapas do Lisboa-Coimbra-Porto
Venceu 1 etapa do GP Riopele